# Drapelul statului Virginia

Steagul statului Virginia

Steagul statului Virginia constă din aversul sigiliului statului care se găsește pe un fundal de culoare albastră.  Actuala versiune a steagului a fost adoptată la începutul Războiului Civil American în 1861. 
Citatul din latină, "Sic semper tyrannis", însemnând Astfel întotdeauna pentru tirani, atribuit a fi spus de Brutus în timpul asasinării lui Iulius Cezar în Roma antică, se găsește în partea de jos a sigiliului.  Personajul învingător este "Virtus, geniul Commonwealth-ului, îmbrăcat în haine precum ale Amazoanelor" (Code of Virginia § 7.1-26) și reprezintă statul Virginia, în timp ce personajul învins reprezintă tirania. 
Adunarea Legislativă Generală a Virginiei (în engleză, The General Assembly of Virginia) a adoptat un salut oficial al steagului în 1954.                                                           
| "I salute the flag of Virginia, with reverence and patriotic devotion to the ‘Mother of States and Statesmen,’ which it represents — the ‘Old Dominion,’ where liberty and independence were born." | "Salut steagul Virginiei, cu reverență și devotament patriotic către 'Mama Statelor și a Oamenilor de Stat', care îl reprezintă - 'Vechiul Dominion,' unde libertatea și independența s-au născut." |